# Don Barber
Donald Barber (Kanada, Brit Columbia, Victoria, 1964. december 2. –) profi jégkorongozó.

## Karrier
Junior karrierjét a BCJHL-ben a Kelowna Buckaroos kezdte 1981-ben. Két szezon után egyetemre ment. Az NCAA-ban a Bowling Green State University-n játszott négy idényt. Az 1983-as NHL-drafton az Edmonton Oilers választotta ki őt a hatodik kör 120. helyén. Az egyetem után az IHL-ben a Kalamazoo Wingsben játszott egy fél idényt. Az idény másik felét a National Hockey League-ben, a Minnesota North Starsban töltötte. A következő szezonban ismét a Kalamazoo csapatában játszott de a szezon második felében a North Stars megint felhívta 44 mérkőzésre. 1990–1991-ben az AHL-es Moncton Hawks csapatban játszott 38 mérkőzést majd hét mérkőzést a North Starsban és 16 mérkőzésre átkerült a Winnipeg Jetshez. Az 1991–1992-es szezont négy csapatban játszotta le. Végül az IHL-es Kansas City Bladesből vonult vissza 1993-ban.

## Díja
- AJHL All-Star Gála: 1984
- Lake Placid College Classic All-Star Első Csapat: 1985
- CCHA All-Star Honorable Mention: 1987
- Dexter Shoe Classic MVP: 1988
- Dexter Shoe Classic All-Star Első Csapat: 1987
- CCHA Tournament All-Star Első Csapat: 1988
- Bowling Green State University rekordjai: legtöbb emberelőnyös gól: 21 (1987)